# Jean Rédélé
Jean Rédélé, né le 17 mai 1922 à Dieppe et mort le 10 août 2007 à Paris, est un pilote et concepteur d'automobiles français. Il est le créateur de la marque Alpine, associée à Renault, championne du monde des rallyes en 1973, et aujourd'hui présente en Formule 1. 

## Biographie
Il passe toute son enfance à Dieppe et grandit dans le garage automobile familial que tient son père, lui aussi passionné par la compétition et les automobiles sportives.
Diplômé de HEC et plus jeune concessionnaire Renault de France, à Dieppe, Jean Rédélé commence dans un premier temps en 1950 à disputer le rallye Dieppe-Rouen avec une 4CV améliorée, déclarant qu'elle a un potentiel sportif non négligeable. Cette première course se solde par une première victoire, ce qui l'encourage à continuer d'autant plus qu'il obtient le statut de pilote d'usine Renault. Il s'inscrit au rallye de Monte-Carlo en 1950, sans rencontrer le succès, et y dispute une belle épreuve finale en 1951.
En 1952, il participe aux Mille Milles, toujours sur 4CV, remportant sa catégorie associé à Louis Pons. En 1954, il remporte, en autres, une coupe au Critérium des Alpes et le Liège-Rome-Liège. C'est ainsi qu'il parcourt, sur les pistes sinueuses et entrelacées des Alpes, ses meilleures courses. En référence à ces épreuves, ses automobiles seront badgées « Alpine ».
En mars 1955, il participe aux 12 Heures de Sebring, aux États-Unis, au volant d'une 4CV 1063. Il perdra le contrôle dans le deuxième tour, s’en tirant sans dommage bien que la voiture soit détruite, ce sera sa dernière course au volant d'une 4CV.

### Concepteur
La première voiture de Jean Rédélé est un coach 4CV recarrossé par Alemano, en 1952. Puis il conçoit des coupés sur base de 4CV, dessinés par Michelotti et carrossés par Alemano, et appelés « Rédélé Spéciales ». L'un d'entre eux sera exposé par un industriel américain au salon de New York en 1954 sous le nom « The Marquis », sans suite,.
Il crée la société anonyme des automobiles Alpine en 1955 en référence à ses succès sur les routes alpines. Le coach 106 est né. Le numéro est une référence à la mécanique des 4CV de la série 1060. En 1962, l'Alpine A110 est présentée au salon de Paris, un frêle coupé en plastique de deux places. Désormais son choix technique est celui de la légèreté validé par la victoire du prototype M64 aux 24 Heures du Mans 1964 avec un petit moteur de 1 150 cm3.
En 1965, Alpine s'associe à Renault et dès 1966, les voitures sont distribuées par le réseau de la régie. Cependant les exigences accrues des clients et les contraintes sécuritaires pèsent de plus en plus sur l'entreprise qui reste artisanale. 
En 1971, Alpine remporte son premier titre de champion d'Europe des constructeurs en rallye. 
En 1972, une grève paralyse l'entreprise et en 1973, Renault prend une participation majoritaire dans Alpine. Jean Rédelé, qui ne se sent alors plus seul maître à bord, quitte l'entreprise en 1978, obtenant la promesse de Renault de conserver les emplois sur le site de l'entreprise pendant quinze ans. 
Et en 1973, Alpine est sacré premier champion du monde des rallyes avec 155 points devant Fiat (89 points) et Ford (76 points).
Il meurt le 10 août 2007 à son domicile parisien à l'âge de 85 ans et est enterré au cimetière de Montmartre.

### Palmarès en course (4CV -747cm3type1 063)
- Rallye Dieppe-Rouen : 1950 et 1953 (victoires au classement général, et de catégories) ;
- Tour de Belgique automobile : 1951 (classement général) ;
- Rallye de Dax : 1951 (classement général) ;
- Rallye du Mont-Blanc : 1951 et 1952 (classement général) ;
- Liège-Rome-Liège : 1952 et 1954 (victoires de catégories) ;
- Mille Milles : 1952, 1953 et 1954 (équipage avec Louis Pons, ils remportent la catégorie Sport 750 cm3, puis celle Tourisme) ;
- Tour de France automobile : 1952 (victoire de classe 750 cm3), et troisième au classement général la même année ;
- Coupe des Essarts : 1953 (classement général du Grand Prix de Rouen des 750 cm3, au circuit de Rouen-les-Essarts)[7] ;
- Rallye de Lisbonne : 1953 (classement général) ;
- Tour de France automobile : second en catégorie Voitures de série en 1953, avec Paul Moser sur Renault 4CV 1062 ;
- Rallye Stella Alpina : victoire de classe 0,75 L en 1954 avec Louis Pons sur 4CV[8] ;
- Critérium des Alpes : second du classement général en 1954 (future Coupe des Alpes) ;
- Participation au Rallye Monte-Carlo : 1950 et 1951 ;
- Participation aux 24 Heures du Mans 1952 et 1953.

## Distinctions

### Décorations et médailles
- Officier de l'ordre national du Mérite (1970) ;

- Chevalier de la Légion d'honneur (1971).

### Prix
- Lauréat du prix Roland Peugeot de l'Académie des sports du plus bel exploit mécanique français de l'année en 1966[9].